# Marvin Johnson (boxe anglaise)
Pour les articles homonymes, voir Marvin Johnson.
Marvin Johnson est un boxeur américain né le 12 avril 1954 à Indianapolis, Indiana.

## Carrière
Vainqueur des Golden Gloves en 1971 dans la catégorie mi-lourds et l'année suivante en poids moyens, il remporte également le titre de champion des États-Unis poids mi-lourds en 1971 et la médaille de bronze des poids moyens aux Jeux de Munich en 1972. Johnson passe professionnel en 1973 et remporte à 3 reprises le titre de champion du monde mi-lourds : face à Mate Parlov en 1978 pour la ceinture WBC, puis face à Victor Galíndez en 1979 et Leslie Stewart en 1986 pour la ceinture WBA.

## Parcours auxJeux olympiques
Jeux olympiques d'été de 1972 à Munich (poids mi-lourds) :
- Bat Ewald Jarmer (RFA) aux points 5 à 0
- Bat Alejandro Montoya (Cuba) aux points 5 à 0
- Perd contre Vyacheslav Lemeshev (URSS) par arrêt de l'arbitre à la 2e reprise